# زیردریایی یو-۸۸۴
زیردریایی یو-۸۸۴ (به انگلیسی: German submarine U-884) یک زیردریایی است که طول آن ۸۷٫۵۸ متر (۲۸۷ فوت ۴ اینچ) می‌باشد. این زیردریایی در سال ۱۹۴۴ ساخته شد.